# Ролетка
Ролетката е уред за измерване на дължината. Представлява метална лента с деления за милиметри, сантиметри и метри, която е навита и затворена в корпусна кутия. Обикновено е снабдена с пружина за връщане на лентата и с механизъм за застопоряване.
Обичайни размери на лентата на ролетката са 15-20 mm широчина, 0,3-0,5 mm дебелина и до 20 m дължина. Съществуват и ролетки с дължина до 100 m.